# Лапеєр (Нью-Йорк)
Лапеєр (англ. Lapeer) — місто (англ. town) в США, в окрузі Кортленд штату Нью-Йорк. Населення — 795 осіб (2020).

## Демографія
Згідно з переписом 2010 року, у місті мешкало 767 осіб у 273 домогосподарствах у складі 212 родин. Було 300 помешкань
Расовий склад населення:
| - 98,8 % — білих - 0,3 % — азіатів - 0,1 % — чорних або афроамериканців |

До двох чи більше рас належало 0,8 %. Частка іспаномовних становила 1,4 % від усіх жителів.
За віковим діапазоном населення розподілялося таким чином: 26,7 % — особи молодші 18 років, 59,0 % — особи у віці 18—64 років, 14,3 % — особи у віці 65 років та старші. Медіана віку мешканця становила 40,5 року. На 100 осіб жіночої статі у місті припадало 100,3 чоловіків;  на 100 жінок у віці від 18 років та старших — 102,9 чоловіків також старших 18 років.
Середній дохід на одне домашнє господарство  становив 73 273 долари США (медіана — 62 292), а середній дохід на одну сім'ю — 79 660 доларів (медіана — 67 500). Медіана доходів становила 42 115 доларів для чоловіків та 34 028 доларів для жінок. За межею бідності перебувало 12,0 % осіб, у тому числі 21,0 % дітей у віці до 18 років та 5,2 % осіб у віці 65 років та старших.
Цивільне працевлаштоване населення становило 366 осіб. Основні галузі зайнятості: освіта, охорона здоров'я та соціальна допомога — 21,3 %, виробництво — 16,1 %, сільське господарство, лісництво, риболовля — 12,6 %, будівництво — 10,1 %.